# 이도메네우스

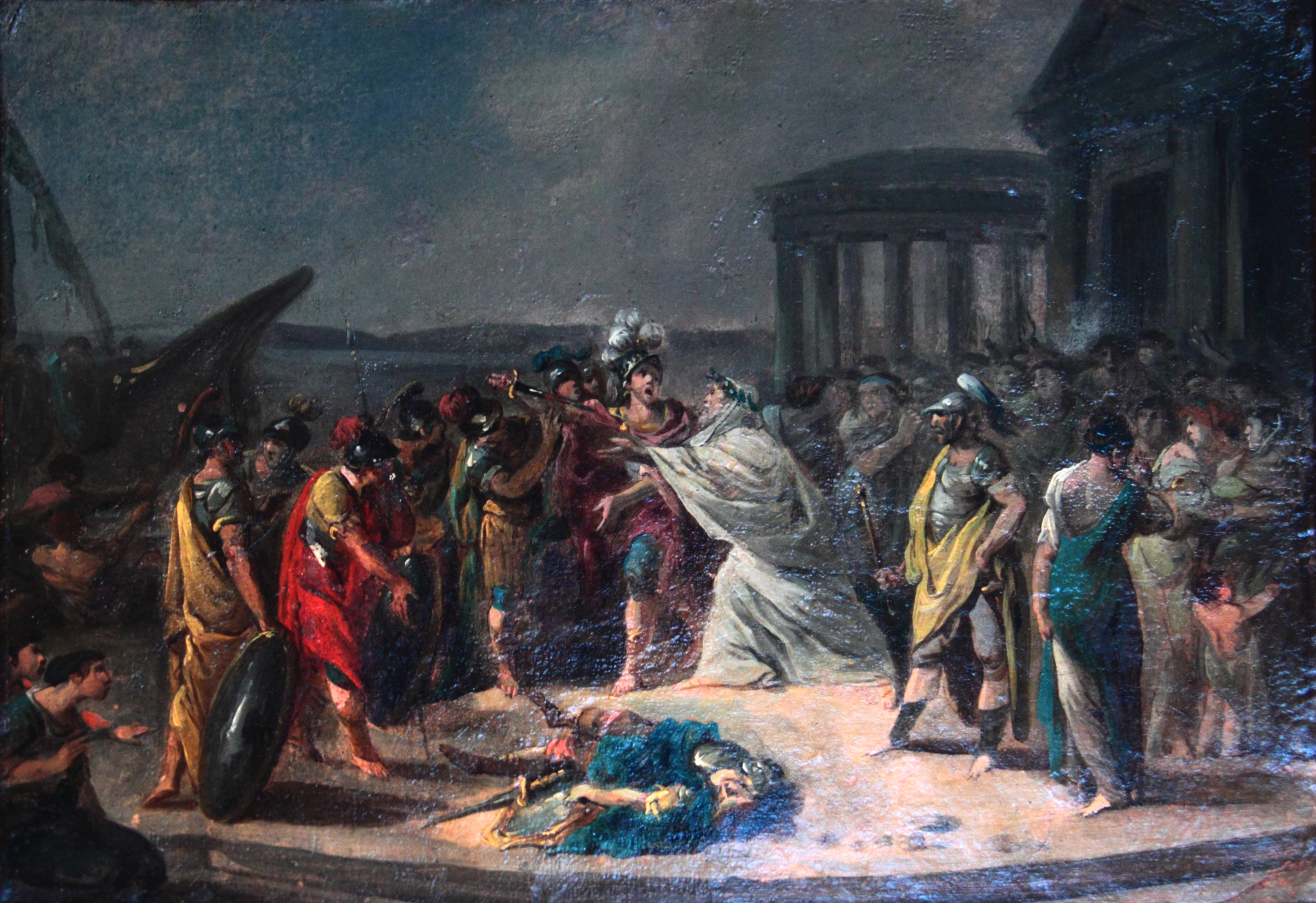

이도메네우스(그리스어: Ἰδομενεύς)는 그리스 신화에서 크레타의 왕으로 미노스의 손자이자 데우칼리온의 아들이다.
그는 헬레네의 구혼자 중에 한 사람이었으며 트로이아 전쟁에서 80척의 배로 크레테군을 이끌고 메리오네스와 함께 그리스 동맹군으로 참전했다. 그는 아가멤논의 충실한 조언자 중 한 사람으로 창을 잘 쓰는 것으로 유명했으며 그리스 군의 중요한 장군 중 하나였다. 트로이아 목마를 타코 트로이 성으로 들어간 40명의 용사 중에 한 사람이기도 하다.
트로이아 전쟁이 끝나고 귀환하는 길에 그의 배가 무서운 폭풍우를 만났다. 그는 포세이돈에게  자신의 배와 병사들의 목숨을 살려주면 고향으로 돌아와서 처음 보는 살아있는 것을 포세이돈에게 제물로 바치겠다고 서약했다. 그러자 폭풍우가 걷히고 그는 무사히 고향 크레테로 돌아왔는데, 고향에서 이도메네우스가 처음 본 살아있는 것은 다름 아닌 바로 그의 아들이었다. 그는 자신의 아들을 제물로 바쳤는데, 아들을 희생한 것에 신들의 분노를 사서 크레테에 역병이 돌았다. 크레테 인들은 그를 이탈리아의 칼라브리아로 유배하였다.
볼프강 아마데우스 모차르트의 1780년 오페라 이도메네오는 바로 이 이도메네우스의 이야기에 기초한 것이다. 오페라에서 ‘바다의 신’(오페라에서는 넵투누스)이 이도메네우스의 아들을 살려주는 대가로 그에게 왕위를 포기하도록 요구한다.